# Portalegre (Rio Grande do Norte)
Portalegre est une municipalité brésilienne située dans l'État du Rio Grande do Norte.